# 맬튼역

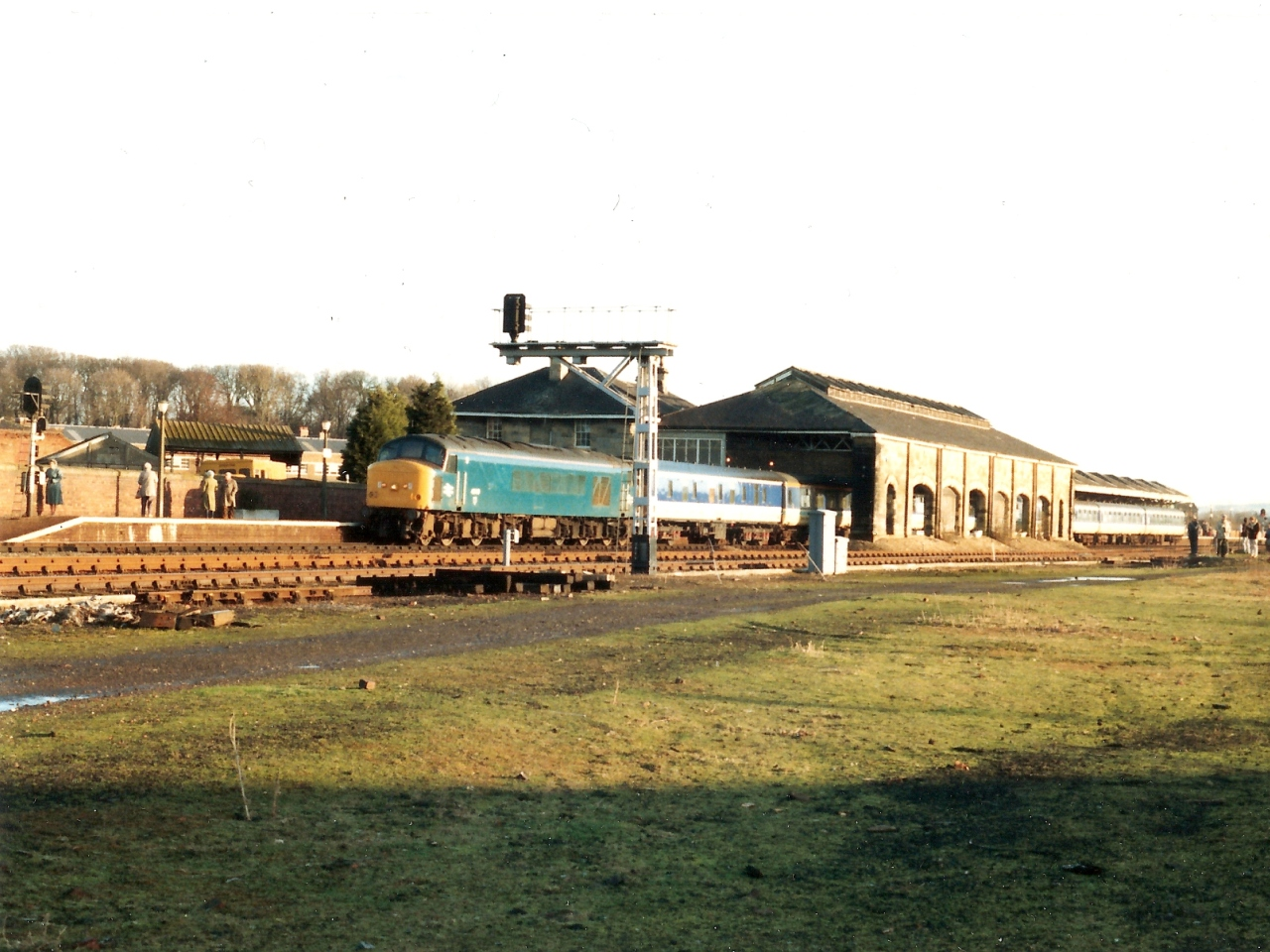
1986년 12월 모습

맬튼역(Malton railway station)은 잉글랜드 노스요크셔주의 맬튼과 노턴온더웬트(Norton-on-Derwent) 마을을 연결하는 제2등급 등록 역이다. 요크스카버러(York-Scarborough) 노선에 위치하며 모든 여객 열차 서비스를 제공하는 트랜스페니 익스프레스(TransPennine Express)가 운영한다. 한때 4개 노선 사이의 환승이었던 맬튼역은 현재 요크과 스카버러 사이를 운행하는 열차로만 운행된다. 역 자체는 더웬트강 남쪽에 있으며 실제로는 이스트라이딩오브요크셔(East Riding of Yorkshire)의 노턴 마을에 있다. 이 곳은 수년 동안 맬튼(노스요크셔에 있음)과 다른 카운티에 있었다.